# Alamania punicea
Alamania punicea Lex., 1824 è una orchidea della sottofamiglia Epidendroideae (tribù Epidendreae, sottotribù Laeliinae), endemica del Messico. È l'unica specie nota del genere Alamania.